# Roman Jakóbczak
Roman Jakóbczak (Września, 26 de fevereiro de 1946) é um ex-futebolista polonês. Ele competiu na Copa do Mundo FIFA de 1974, sediada na Alemanha, na qual a seleção de seu país terminou na terceira colocação dentre os 15 participantes.